# Widerøe
Widerøe – norweska linia lotnicza z siedzibą w Bodø, największa regionalna linia lotnicza w Skandynawii.

## Historia
Ważniejsze wydarzenia:
- 1934 – założenie Widerøes Flyveselskap ASA jako firmy wykonującej usługi lotnicze w zakresie latających taksówek, wykonywania zdjęć lotniczych, powietrznego ambulansu i lotów reklamowych
- 1935 – relokacja do Kirkenes
- 1958 – zmiana bazy na Tromsø
- 1960 – zakup pierwszego DHC-6 Twin Otter
- 1981 – zakup pierwszego DHC-7
- 1992 – zakup pierwszego DHC-8
- 1999 – zakup firmy przez SAS
- 2023 – zakup firmy przez Norwegian Air[3]

## Flota
Według stanu na marzec 2025 flota Widerøe składała się z 50 samolotów o średnim wieku 23,5 lat:

Mapa połączeń Widerøe

| Samolot                        | Samolot | Samolot   | Liczba miejsc | Uwagi |
| Model                          | Aktywne | Zamówione | Liczba miejsc | Uwagi |
| ------------------------------ | ------- | --------- | ------------- | ----- |
| De Havilland Canada Dash 8-100 | 23      | -         | 39            |       |
| De Havilland Canada Dash 8-200 | 4       | -         | 39            |       |
| De Havilland Canada Dash 8-300 | 3       | -         | 50            |       |
| De Havilland Canada Dash 8-400 | 17      | 1         | 76            |       |
| Embraer E190-E2                | 3       | -         | 110           |       |
| Łącznie                        | 50      | 1         |               |       |